# تشمسرخ (مقاطعة دهلران)
تشمسرخ (بالفارسية: چمسرخ) هي مستوطنة تقع في قسم سيدابراهيم الريفي (مقاطعة دهلران) في إيران. يقدر عدد سكانها بـ 115 نسمة .